# Thrimolus minutus
Thrimolus minutus es una especie de coleóptero de la familia Mycetophagidae.

## Distribución geográfica
Habita en Texas (Estados Unidos).